# Homogenes albolineatus
Homogenes albolineatus là một loài bọ cánh cứng trong họ Cerambycidae.